# KS 베사 카바여
KS 베사 카바여(알바니아어: KS Besa Kavajë)는 카바여를 연고로 하는 알바니아의 축구 클럽이다. 현재는 알바니아의 2부 축구 리그인 알바니아 퍼스트디비전에 참가하고 있다.

## 성적
- 알바니아 수페르리가 준우승 2회 (1958, 2009-10), 3위 11회 (1936, 1937, 1945, 1962-63, 1963-64, 1966-67, 1972-73, 1973-74, 1978-79, 1992-93, 2007-08)
- 알바니아 퍼스트디비전 우승 4회 (1932, 1977-78, 1985-86, 2004-05), 준우승 2회 (1999-2000, 2001-02)
- 알바니아 컵 우승 2회 (2007, 2010), 준우승 6회 (1961, 1963, 1971, 1972, 1982, 1992)
- 알바니아 슈퍼컵 우승 1회 (2010)
- 발칸컵 준우승 1회 (1971)

## 선수 명단

### 현역
- 미쿨룰리 엔큐브
- 카모헬로 호알라
- 하빈 레시카
- 아메드 무스타파 바
- 알푸세이니 다보
- 에르젠 하이세니
- 올루와토미신 살라코
- 부야르 비치
- 엔드리트 에미니

### 역대
틀:KS 베사 카바여 선수 명단